# Bentley BR1
Il Bentley BR1 era un motore aeronautico rotativo a 9 cilindri raffreddato ad aria prodotto dall'azienda britannica Bentley Motors Limited durante la prima guerra mondiale. Il motore fu progettato da W.O. Bentley e venne prodotto in un grande numero di esemplari. Il BR1 venne impiegato anche sul Sopwith Camel.

## Storia

### Sviluppo
Il Royal Naval Air Service (RNAS) e il Royal Flying Corps durante la prima guerra mondiale utilizzarono in grandi quantità il motore Clerget 9B da 130 hp. Questo propulsore veniva prodotto su licenza e venne utilizzato su un gran numero di velivoli. Era però costoso e piuttosto incline a surriscaldarsi. L'Ammiragliato britannico chiese all'allora tenente Bentley, già progettista prima dello scoppio del conflitto, di progettare una versione modificata di questo motore che risolvesse questi problemi.
Bentley propose di realizzare un motore con cilindri e pistoni in alluminio mentre le bielle, in acciaio, sarebbero state ottenute per fusione. Venne introdotta una doppia accensione in modo da aumentarne l'affidabilità. La corsa del pistone venne portata a 170 mm e la potenza era ora di 150 hp. Il costo del motore proposto da Bentley era del 30 per cento inferiore a quello del Clerget: 605 sterline dell'epoca contro le 907 del Clerget 9B. Il motore venne inizialmente designato AR.1 (Admiralty Rotary 1) ma in seguito la sigla venne cambiata in BR1 (Bentley Rotary 1). Venne prodotto in grandi numeri, nonostante gli ordinativi dell'Ammiragliato non fossero stati molto elevati. Divenne il motore standard dei Camel degli Squadron del RNAS.
Dal BR1 verrà ricavato il BR2, un motore più potente e pesante che verrà scelto come motore standard del Sopwith Snipe.

## Velivoli utilizzatori
Regno Unito
- Avro 536
- Port Victoria P.V.9
- Sopwith Camel
- Westland N.1B